# Oxymacaria odontias
Oxymacaria odontias är en fjärilsart som beskrevs av Oswald Beltram Lower 1893. Oxymacaria odontias ingår i släktet Oxymacaria och familjen mätare. Inga underarter finns listade i Catalogue of Life.